# Granada 74 Club de Fútbol
Il Granada 74 Club de Fútbol, chiamato comunemente Granada 74, è una società calcistica con sede a Granada, in Spagna.

## Storia
Il Granada 74 è stato creato il 6 giugno 2007, quando Carlos Marsá, uomo d'Affari di Granada, acquistò la squadra di Seconda Divisione del Ciudad de Murcia. Tutti i diritti e i contratti della squadra furono trasferiti alla nuova nata, il Club Granada 74.
Praticamente ciò significa che la squadra di Murcia è stata trasferita a Granada, anche se il club è considerato come nuovo. I giocatori del Ciudad ancora sotto contratto per la stagione 2007/2008 possono scegliere se rimanere o rescindere il loro contratto. Da allora il CP Granada 74 è diventata la squadra riserve del Granada 74. Alla fine del 2008\2009 conclusasi con la seconda retrocessione in 2 anni di attività il club scompare per mancato pagamento degli stipendi non iscrivendosi a nessun campionato e andando così a fallire.

## Statistiche
- Stagioni in Segunda División: 4
- Stagioni in Segunda División B: 2
- Stagioni in Tercera División: 1

## Rosa attuale
| N. |                   | Ruolo | Calciatore    |
| -- | ----------------- | ----- | ------------- |
| 1  | Spagna (bandiera) | P     | José Camacho  |
| 2  | Spagna (bandiera) | C     | Torres        |
| 3  | Spagna (bandiera) | D     | Curro Montoya |
| 4  | Spagna (bandiera) | D     | Juanma Pérez  |
| 5  | Spagna (bandiera) | C     | Capa          |
| 6  | Spagna (bandiera) | C     | Juanma Morán  |
| 7  | Spagna (bandiera) | A     | Juanma Ortiz  |
| 8  | Spagna (bandiera) | C     | Nino          |
| 10 | Spagna (bandiera) | C     | Nene          |
| 11 | Spagna (bandiera) | A     | Chiki         |
| 12 | Spagna (bandiera) | A     | Urtain        |

| N. |                   | Ruolo | Calciatore      |
| -- | ----------------- | ----- | --------------- |
| 13 | Spagna (bandiera) | P     | Darío Fernández |
| 14 | Spagna (bandiera) | D     | Héctor Jiménez  |
| 15 | Spagna (bandiera) | A     | Juan Moreno     |
| 16 | Spagna (bandiera) | C     | Alvaro Santos   |
| 17 | Spagna (bandiera) | C     | Antonio Valero  |
| 19 | Spagna (bandiera) | D     | David Rodríguez |
| 20 | Spagna (bandiera) | D     | Pepe            |
| 21 | Spagna (bandiera) | D     | Juan Milla      |
| 22 | Spagna (bandiera) | C     | David Gámiz     |
| 24 | Spagna (bandiera) | C     | Choco           |